# Natalija Polons'ka-Vasylenko
Natalija Polons'ka-Vasylenko (in ucraino Наталія Полонська-Василенко?; Charkiv, 12 febbraio 1884 – Dornstadt, 8 giugno 1973) è stata una storica e scrittrice ucraina, una dei principali storici ucraini del XX secolo.

## Vita e carriera
Figlia dello storico Dmytro Menšov, si diplomò al ginnasio femminile Fundukleev-Mariinskyj di Kiev nel 1890. Proseguì gli studi presso la sezione storica e filologica dei Corsi superiori per le donne di Kiev, tra il 1905 e il 1911, partecipando nel 1909 ad una spedizione archeologica sotto la direzione di Vikentij Chvojka. Sposò il presidente dell'Accademia ucraina delle scienze e politico Mykola Vasylenko.

## Carriera accademica
Polons'ka-Vasylenko studiò storia con Mitrofan Dovnar-Zapol's'kyj presso l'Università di Kiev e dal 1912 diventò una componente della Società storica del Nestore il cronista con base a Kiev. Nel 1915, completò gli esami di master all'Università di Kiev, dove tra il 1916 e 1920 tenne lezioni, una delle prime accademiche all'Università di Kiev. Dal 1916, fu docente all'università di Kiev e direttrice del suo museo archeologico. Durante gli anni 1920, gli anni più liberali del dominio sovietico, fu professoressa all'Istituto di geografia, archeologia e arte di Kiev e ricercatrice associato all'Accademia delle scienze ucraina (VUAN). Ne fu testimone, ma sopravvisse alle epurazioni di Stalin negli anni '30 e fece parte dell'Accademia riorganizzata e divenuta sovietica dal 1937 al 1941. Nel 1940, ricevette il dottorato e divenne docente all'Università di Kiev. Durante l'occupazione tedesca, diresse l'Archivio centrale di vecchi documenti di Kiev e lavorò nell'amministrazione comunale di Kiev, responsabile dell'intitolazione delle strade e della consultazione del Museo del periodo di transizione dell'archivio di Kiev (dedicato ai risultati dell'occupazione tedesca e ai crimini del comunismo). Mentre la popolazione si ribellava ai tedeschi, fuggì a ovest, prima a Leopoli, poi a Praga e infine in Baviera. Fu docente all'Università libera ucraina di Praga (1944–1945) e si trasferì insieme a questa istituzione a Monaco, dove continuò a insegnare fino alla sua morte nel 1973. Negli anni '60 prese parte attiva alla fondazione del Associazione storica ucraina con sede in America e ne fu vicepresidente dal 1965.

## Scrittrice
Polons'ka-Vasylenko si era specializzata in archeologia ucraina, la storia di Rus' di Kiev, la storia successiva dei cosacchi zaporoziani e la storia dei suoi tempi; ma ha anche scritto ampiamente sulla moderna storiografia ucraina.
Prima della prima guerra mondiale, partecipò alla creazione e alla scrittura di un grande atlante di storia culturale russa che fu pubblicato in tre volumi, tra il 1913 e il 1914. Durante gli anni 1920, pubblicò ampiamente nei vari periodici dell'Accademia ucraina sui cosacchi zaporoziani e la trasformazione e l'assorbimento dell'Ucraina meridionale nell'Impero russo durante i regni di Caterina la Grande e dei suoi predecessori.
Durante la guerra fredda, privata dell'uso degli archivi della sua terra natale, Polons'ka-Vasylenko raccolse e ristampò molti dei suoi studi precedenti su Zaporižžja (1965-1967), scrisse diverse memorie di vita intellettuale nell'Ucraina rivoluzionaria e sovietica, tra cui una storia dell'Accademia delle scienze ucraina (in 2 volumi, tra il 1955 e il 58). Pubblicò un libro sulle repressioni di Stalin sui storici ucraini (1962) e alla fine della sua carriera, pubblicò un volume sulla storiografia ucraina (1971) e una storia generale in due volumi dell'Ucraina (1973-1976).
Nel suo approccio generale alla storia ucraina, Polons'ka-Vasylenko seguì la guida del suo illustre predecessore, Dmytro Dorošenko, sottolineando l'importanza della classe di ufficiali cosacchi e della nobiltà ucraina e gli sforzi che questa classe fece per l'unità nazionale e l'autonomia. Descrisse il diciannovesimo secolo come un periodo di occupazione russa e austriaca, concludendo la storia generale con l'avvento del dominio sovietico.

## Eredità
Attraverso i suoi insegnamenti presso l'Università libera ucraina e le sue numerose pubblicazioni, Polons'ka-Vasylenko influenzò diversi storici ucraini più giovani in Occidente, in particolare il fondatore dell'associazione storica ucraina, Lubomyr Vynar. Dopo la proclamazione dell'indipendenza ucraina nel 1991 e la successiva crescita della libertà intellettuale, le sue principali opere, tra cui la sua storia dell'Accademia ucraina e la sua storia generale dell'Ucraina, sono state ristampate.